# Cadenet
 Cadenet  es una población y comuna francesa, en la región de Provenza-Alpes-Costa Azul, departamento de Vaucluse, en el distrito de Apt. Es la cabecera del cantón de su nombre.
Está integrada en la Communauté de communes des Portes du Luberon.

## Demografía
| 2409 | 2401 | 2483 | 2640 | 3232 | 3883 |
| Para los censos de 1962 a 1999 la población legal corresponde a la población sin duplicidades (Fuente: INSEE [Consultar]) |      |      |      |      |      |